# Élections législatives kazakhes de 1954
Des élections législatives se sont tenues au Kazakhstan en 1954.